# Colli di Fontanelle
I Colli di Fontanelle sono una frazione di Sant'Agnello ubicata sulle colline della Penisola sorrentina (che è formata dai Monti Lattari, diramazione verso occidente degli Appennini), a poco più di 2 km in linea d'aria dal centro cittadino.

## Geografia fisica
I Colli di Fontanelle godono di un panorama incantevole: dalla piazza Carlo Sagristani, posta a 318 m, è possibile ammirare i comuni di Sorrento, 
Sant'Agnello, Piano di Sorrento e Meta con sullo sfondo il Golfo di Napoli e più in lontananza la stessa Napoli e il Vesuvio.
La posizione sulla cima delle colline consente di godere, volgendo lo sguardo verso sud, anche del panorama del Golfo di Salerno e dei cosiddetti Li Galli: si tratta di tre isolotti, Gallo Lungo, La Rotonda e Briganti (per la precisione, Dei Briganti a Nord della Rotonda), che vengono identificati con il luogo nel quale le sirene dell'Odissea di Omero ammaliavano i naviganti, inducendoli a schiantarsi sugli scogli. Ulisse non volle rinunciare a sentire il canto delle sirene e così si fece legare all'albero della nave, ma solo dopo aver turato con della cera le orecchie dei suoi marinai: egli poté quindi estasiarsi al canto delle sirene mentre la nave continuò indisturbata il suo cammino.
Sul Picco Sant'Angelo, dove si raggiunge la massima altezza (465 m), è posta una Croce, anticamente in legno, che fu sostituita, all'inizio del secolo, con una di ferro, realizzata col contributo spontaneo dei fedeli, che la trasportarono in pezzi a dorso di muli e la saldarono sul posto.

## Storia
Il nome Colli di Fontanelle deriva dal fatto che, nei secoli passati, questa antica contrada era ricca di sorgenti d'acqua successivamente prosciugatesi.

## Monumenti e luoghi d'interesse

### Chiesa della Natività di Maria Vergine

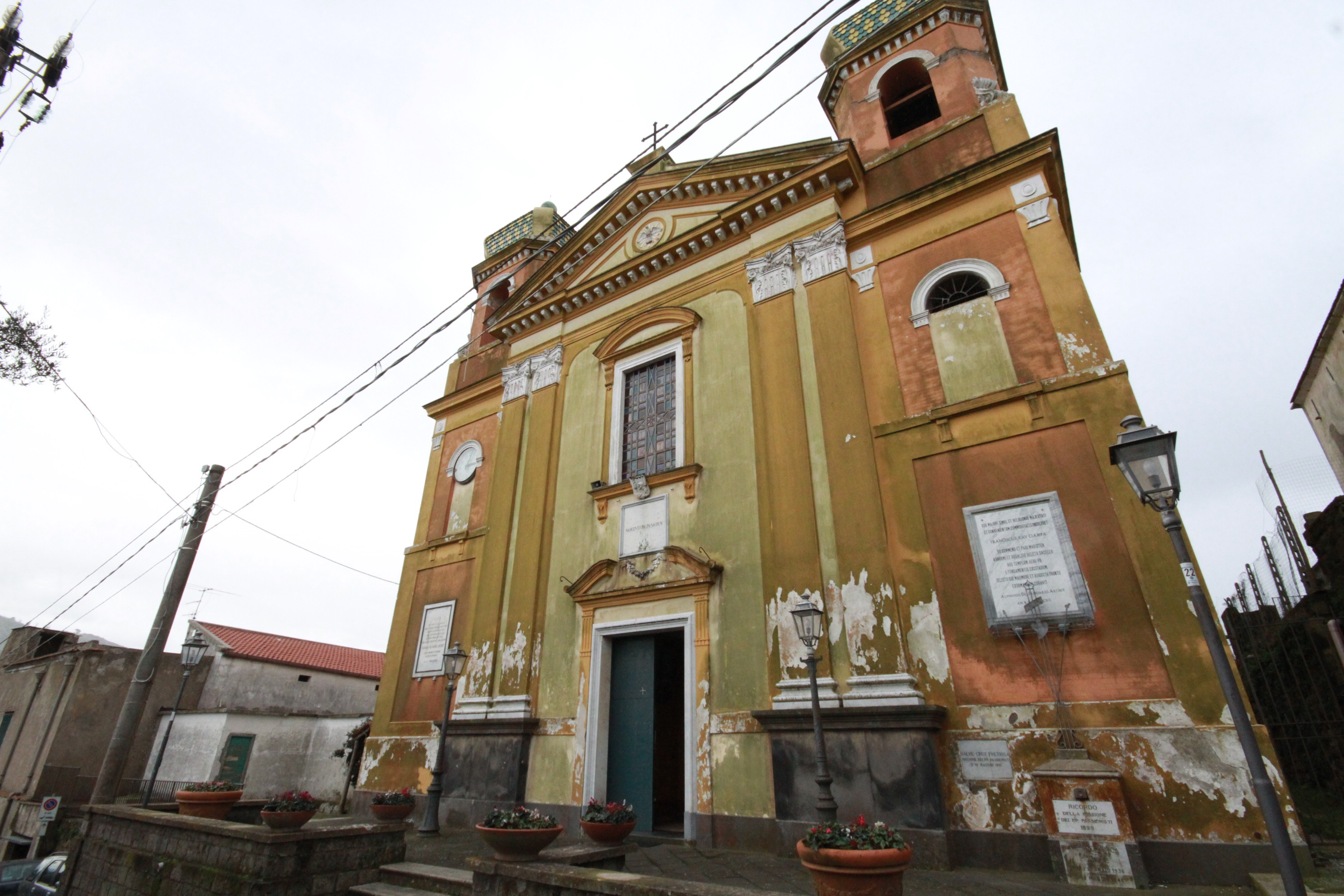
Parrocchia della Natività di Maria Vergine

La Parrocchia dei Colli di Fontanelle, costruita nel 1883 dal Comm. Francesco Saverio Ciampa dove prima sorgeva un'antica cappella, è dedicata alla Natività di Maria Vergine: si tratta di una costruzione in stile barocco, ad una sola navata. Condotta dal 1962 da Don Paolo De Ponte,  è posta sulla sommità della collina, con lo sguardo rivolto verso i sottostanti centri cittadini e verso il Golfo di Napoli. Fu notevolmente danneggiata dal sisma del 1980 e successivamente ristrutturata, tornando ad essere bella ed accogliente come prima. Non conserva opere di particolare valore artistico, ma il quadro posto sull'altare maggiore, opera di Autore ignoto e rappresentante la Natività di Maria, è molto bello per l'intensità dei colori e le agili linee del disegno. In precedenza sull'altare si venerava una tela di Silvestro Buono che venne però trafugata.

## Società

### Sagre
Nel mese di settembre, ai Colli di Fontanelle si tiene la sagra dei prodotti tipici dell'agricoltura della zona: risalente al 1980 e della durata di tre giorni, consiste in una mostra-mercato che attira ogni anno moltissimi visitatori.

### Iniziative
Dal 1999, durante la prima settimana di agosto, si svolgono, nella piazza principale dei Colli di Fontanelle, vari giochi popolari che coinvolgono tutto il paese e che attirano l'attenzione di turisti e visitatori.